# KiLynn King
KiLynn King (Florida; 4 de mayo de 1991) es una luchadora profesional estadounidense, que actualmente trabaja para la empresa Impact Wrestling, donde es la Impact Knockouts Tag Team Championship en su primer reinado dentro de dicha empresa. 
Antes de llegar a Impact!,  ella luchó para All Elite Wrestling (AEW), National Wrestling Alliance (NWA). y varios circuitos independientes.

## Carrera profesional

### All Elite Wrestling (2020–2022)
King hizo su debut en AEW el 20 de mayo de 2020, perdiendo ante Penelope Ford en un episodio de AEW Dark.  Ella hizo su debut televisivo el 2 de julio del 2020 haciendo equipo con Kenzie Paige perdiendo ante Nyla Rose. En septiembre del 2021 King participó en el Casino Battle Royale en el evento All Out. King hizo su regreso el 17 de agosto de 2022, perdiendo nuevamente esta vez, ante Toni Storm.

### National Wrestling Allience (NWA) (2021-2023)
El 28 de agosto de 2021, King hizo su debut en National Wrestling Alliance (NWA), cuando luchó en el pay-per-view de NWA EmPowerrr, haciendo equipo con Red Velvet en el torneo para reactivar los Campeonatos Mundiales Femeninos de NWA, derrotando a The Freebabes (Jazzy Yang y Miranda Gordy), sin embargo fueron derrotadas en la Final por The Hex (Allysin Kay & Marti Belle).
King regresó a la NWA el 12 de abril de 2022, episodio de NWA Power donde derrotó a Natalia Markova. En el episodio del 10 de mayo de 2022,  King derrotó a Chelsea Green y Jennacide para convertirse en la Contendiente Nº1 por el NWA World Women's Championship. El 11 de junio en NWA Alwayz Ready, King reto a la entonces campeona Kamille donde esta última retuvo su campeonato. El 12 de noviembre en NWA Hard Times King se enfrentó ante Chelsea Green y Kamille. Durante el combate King hizo rendir a Kamille pero Green distrajo al referee haciendo que al final de la lucha Kamille volviera a retener su título.
En el episodio de Powerrr emitido el 28 de febrero, se enfrentó a Kenzie Paige en la Primera Ronda del Torneo por el inaugural Campeonato Mundial Femenino Televisivo de NWA, sin embargo perdió.

### Impact Wrestling (2022, 2023-presente)
En el episodio de Impact! emitido el 16 de marzo, junto a Taylor Wilde derrotaron a The Death Dollz (Jessicka Havok & Taya Valkyrie) ganando los Campeonatos KnockOuts en Parejas de Impact por primera vez.

## Campeonatos y logros
- Capital Championship Wrestling
  - CCW Championship (1 vez, actual)
  - CCW Championship Tournament (2021)
  - CCW Network Champion (1 vez, actual)
  - Coastal Championship Wrestling
  - CCW Women's Championship (1 vez)

- Gangrel's Wrestling Asylum
  - GWA Women's Championship (1 vez, actual)

- Impact Wrestling
  - Impact Knockouts Tag Team Championship - ( 1 vez, actual) con Taylor Wilde.
- Pro Wrestling 2.0
  - PW2.0 Women's Championship (1 vez)
  - Pro Wrestling Illustrated
  - Clasificada N.º 80 en el top 150 luchadoras femeninas en el PWI Women's 150 en 2022